# Microscopi de fluorescència
Un microscopi de fluorescència és un microscopi òptic que utilitza fluorescència en lloc de, o a més de, dispersió, reflexió i atenuació o absorció, per estudiar les propietats de substàncies orgàniques o inorgàniques. "Microscopi de fluorescència" es refereix a qualsevol microscopi que utilitza fluorescència per generar una imatge, ja sigui un sistema senzill com un microscopi d'epifluorescència o un disseny més complicat com un microscopi confocal, que utilitza el seccionament òptic per obtenir una millor resolució de la imatge de fluorescència.

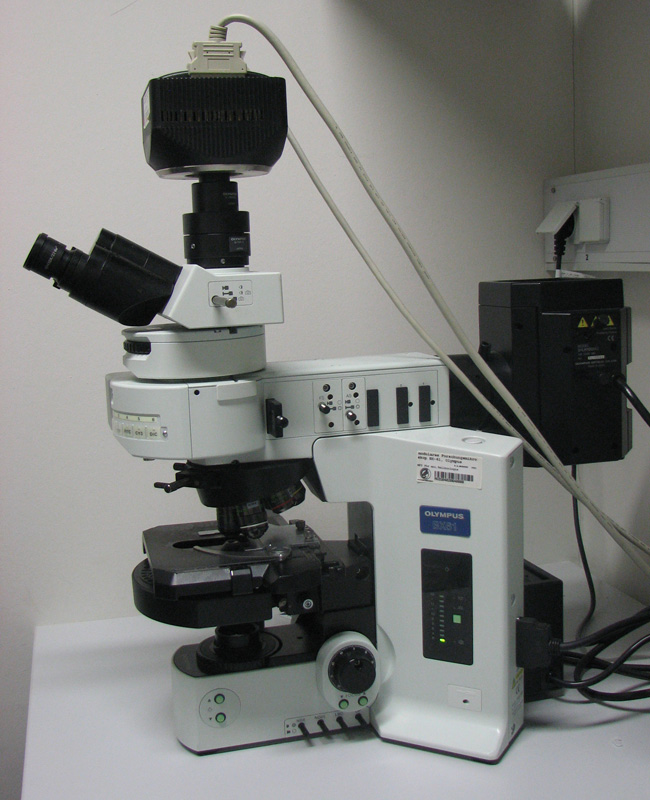
Microscopi de fluorescència Olympus BX61, amb una càmera digital acoblada.

## Principi
L'espècimen s’il·lumina amb llum d’una longitud d’ona específica (o longituds d’ona) que és absorbida pels fluoròfors, fent que emetin llum de longituds d’ona més llargues (és a dir, d’un color diferent de la llum absorbida). La llum d'il·luminació es separa de la fluorescència emesa molt més feble mitjançant l'ús d'un filtre d'emissió espectral. Els components típics d’un microscopi de fluorescència són una font de llum (la làmpada d’arc de xenó o la làmpada de vapor de mercuri són habituals; les formes més avançades són LEDs i làsers d’alta potència), el filtre d’excitació, el mirall dicroic (o divisor de feixos dicroic) i l'emissió filtre (vegeu la figura següent). Els filtres i el divisor de feixos dicroics s’escullen perquè coincideixin amb les característiques d’excitació espectral i d’emissió del fluoròfor que s’utilitza per etiquetar l'espècimen. D'aquesta manera, es distribueix la distribució d'un fluoròfor (color) a la vegada. Les imatges multicolors de diversos tipus de fluoròfors s’han de compondre combinant diverses imatges d’un sol color.
Com la lluminositat amb què s'observa la mostra és considerablement baixa, el microscopi de fluorescència sol emprar-se en la foscor per tal que la retina es dilati en major mesura.